# George Borba
George Borba (in italiano Giorgio Borba, in ebraico ג'ורג' בורבה‎?; Macerata, 12 luglio 1944) è un ex calciatore italiano naturalizzato israeliano, di ruolo centrocampista.

## Palmarès
- Liga Leumit: 3

Hapoel Tel Aviv: 1965-66, 1968-69
Maccabi Netanya: 1973-74
- Liga Leumit: 1

Hapoel Tel Aviv: 1971-72
- Campionato d'Asia per club: 1

Hapoel Tel Aviv: 1967